# ناستاوتسه
ناستاوتسه (به صربی: Nastavce) یک منطقهٔ مسکونی در صربستان است که در ناحیه پچینیا واقع شده‌است. ناستاوتسه ۵۲ نفر جمعیت دارد.